# Shurayukihime
Shurayukihime és un manga guionitzat per Kazuo Koike i il·lustrat per Kazuo Kamimura publicat al principi de la dècada de 1970 a la revista Weekly Playboy. Pertany a l'escola de manga del gekiga. Va ser adaptat poc després a una pel·lícula Shurayukihime (pel·lícula) (1973). I el 2006 es publicar un manga seqüela de la primera sèrie, amb el dibuixant Ryoichi Ikegami i consistint en un sol volum.
Ha sigut publicat per Dark Horse Comics en quatre volums en anglès sota el títol de Lady Snowblood.

## Argument

### Primera sèrie
La protagonista, Yuki, és la titular "princessa infernal de la sang" (un nom que és un joc de paraules fent referència a Blancaneus), una experta assassina que treballa per encàrrec. Yuki, a més, vol venjar-se.
Sa mare, Sayo, l'havia parit en una presó perquè la seua filla la venjara per haver sigut víctima d'un grup d'homes que havien matat el seu fill i el seu marit i l'havien violada a ella. Quan donà a llum a Yuki, mor, no sense abans haver-li fet jurar a una dona que li explicara a la seua filla que havia de venjar-la.

### Segona sèrie
Situada en un temps posterior, Yuki coneix la cruel repressió de l'Imperi Japonès contra les classes populars i els anarquistes. Yuki es fa amiga de Noe, que és morta pel Kenpeitai, un òrgan militar repressiu. Yuki acaba finalment amb tots els membres d'aquest òrgan.

## Anàlisi
La història transcorre durant l'era Meiji, mesclant ficció i realitat. Així, fica referències precises del moment històric.
Destaca també un factor sexual: la història transcorre principalment en un bordell del districte de Yoshiwara i hi ha copioses escenes de nuets i sexe (en alguns casos sexe lèsbic). Contràriament al que es podria pensar de l'autor, la protagonista no és violada però sí apareixen escenes de seducció i algun cas de violació i venjança. També destaca el fet que la protagonista és una verge per jurament amb una característica asexualitat i viola altres dones fins a un cos on obliga un home a violar-ne.
En l'aspecte sexual destaca un capítol en el que apareixien unes "dones de bambú" ("dakikago") que recorden a les dakimakura inventades posteriorment.

### La protagonista
La protagonista compleix l'arquetip que més endavant seria la xica robòtica assassina i freda. Jason Thompson explica que Yuki és un personatge arquetípic de dona sexi tremenda. I no arriba a lluitar contra una altra dona que li supose un repte.
Destaca el contrast entre bellesa i violència de Yuki, sent una representació de la dona forta i independent i alhora una antiheroina.

## Crítiques
Tom Rosin, de Manga Life, considerà l'obra "un altre drama de venjança a sang freda de l'autor de Lone Wolf", i digué que gaudí la mescla de mondernització occidental i tradicionalisme japonès. W.E Wallo, de blogcritics.org, troba la traducció a l'anglès dèbil comparada a la traducció d'una altra obra de l'autor, Lone Wolf and Cub, així i tot la recomana per als fans d'aquesta. De manera similar a Tom Rosin, celebra la dicotomia est-oest que prevaleix en els còmics.